# Megamareta propinqua
Megamareta propinqua är en kackerlacksart som först beskrevs av Walker, F. 1868.  Megamareta propinqua ingår i släktet Megamareta och familjen småkackerlackor. Inga underarter finns listade i Catalogue of Life.